# 프렌치 인디언 전쟁
프렌치 인디언 전쟁(영어: French and Indian War, 프랑스어: Guerre des Indiens français, 1754년 ~ 1763년)은 유럽에서 7년 전쟁이 일어나고 있을 때 북아메리카 대륙에서 오하이오강 주변의 인디언 영토를 둘러싸고 일어난 영국과 프랑스의 식민지 쟁탈 전쟁이다. 영국과 프랑스 모두 인디언들과 동맹을 맺었지만 영국측에서 볼 때 프랑스가 인디언과 동맹을 맺었기 때문에 프랑스 인디언 전쟁이라고 한다.
이 전쟁의 결과, 영국은 제2차 백년전쟁이라고도 할 수 있는 북미 식민지 전쟁의 참전국 중 가장 큰 발전을 이룰 수 있게 되었다. 프랑스는 미시시피강 서쪽의 루이지애나를 동맹국 스페인에 할양했으며, 이는 스페인이 패전으로 플로리다를 영국에 할양한 대가였다. 스페인은 영국에 플로리다를 할양한 대가로 쿠바의 아바나를 손에 넣었다. 카리브해에서 북쪽 프랑스의 식민지는 생피에르 미클롱만 남게 되었다. 따라서 영국은 북아메리카 동쪽 절반의 식민지 세력의 지배를 굳혔다.

## 명칭
17세기 말부터 18세기 중반까지 유럽에서의 전쟁으로 인해 확산되었고 간헐적으로 벌어진 북아메리카의 영국 및 프랑스의 식민지 간의 일련의 전쟁에는 몇 가지의 호칭이 있는 바, 영국 입장에서는 그때 그때의 군주의 이름을 따서 붙여졌다. 즉, 윌리엄 3세 재위시(1689~1702)의 윌리엄 왕 전쟁(1688~97), 앤 여왕 재위 시(1702~14)의 앤 여왕 전쟁(1702~13), 조지 2세 재위 시(1727~60)의 조지 왕 전쟁(1744~48) 등과 같이 불리고 있었다. 이미 1740년대 전쟁에 조지 2세의 이름이 사용되었기 때문에, 역시 조지 2세 통치 하에 일어난 1750년대의 전쟁은 ‘프렌치 인디언 전쟁’(French and Indian War)이라고 호칭했다. 이 용어는 미국에서 정착된 명칭인데, 인디언이 영국과 프랑스 양측 모두에 가담했다는 사실을 모호하게 한다. 미국의 역사학자들은 이 명칭 또는 유럽식 ‘7년 전쟁’처럼 ‘제4차 식민지 전쟁’이나 ‘대영제국 대전쟁’(Great War for the Empire)라는 이름을 사용하기도 한다.
유럽, 북미를 전장으로 한 7년 전쟁의 정해진 호칭은 없다. 유럽 이외의 지역을 통틀어 7년 전쟁으로 알려져 있다. 이 7년이라는 것은 유럽의 전쟁에서 공식적인 선전 포고가 1756년에 시작되어, 1763년의 파리 조약까지 7년이 걸렸기 때문이다. 실제로 북미 본토에서 벌어진 전투 기간은 1754년의 주몬빌 글렌 전투에서 1760년의 몬트리올 공략까지 6년간이다.
캐나다는 프랑스계 주민들도, 영국계 주민도 유럽과 북미 전쟁 모두를 7년 전쟁(Seven Years War)이라고 부르고 있다. 프랑스계 캐나다인은 "정복 전쟁"(Guerre de la Conquête)라는 표현을 사용하기도 한다.

## 1750년대 북아메리카

1750년대 캐나다와 미국에서 영국(분홍, 자주), 프랑스(파랑), 스페인(오렌지)의 영역을 보여주는 지도

북아메리카의 미시시피강 동쪽은 영국과 프랑스의 소유권 다툼이 치열했다. 방대한 지역에 아직 유럽인들이 거주하고 있지 않았다. 프랑스계 주민의 인구는 당시 7만 5천여 명으로 세인트 로렌스 계곡을 따라 집중되어 살고 있었고, 기타 아카디아(현재 노바스코샤주)와 로얄 섬(현재의 케이프브레턴 섬)에 살고 있었다. 그리고 일부는 뉴올리언스와 미시시피강 유역의 정착촌에 있었다. 프랑스인들은 세인트로렌스강과 미시시피강 전역으로 이어진 수로를 통해서 그 지역의 인디언들과 모피무역을 했다. 이들은 인디언 여성과 결혼하는 일도 자주 있었다. 영국 정착민은 150만 명의 인구가 있었고, 남쪽 조지아 식민지에서 북쪽은 노바스코샤와 뉴펀들랜드까지, 북아메리카 대륙 동부를 따라 거주하고 있었다.
누벨 프랑스와 뉴잉글랜드 사이의 넓은 땅은 인디언에 의해 지배되고 있었다. 북쪽은 미쿠마쿠족과 아베나키족이 노바스코샤와 아카디아의 일부, 누벨 프랑스 동부와 현재의 메인주 지역을 지배하고 있었다. 이로쿼이 연방은 현재 뉴욕 북부의 대부분과 오하이오 영토 (오하이오 컨트리)를 지배하고 있었지만, 오하이오 컨트리에는 레나페족(델라웨어)·쇼니족·밍고족의 지파도 살았다. 레나페·쇼니·밍고는 이로쿼이 연방 관리 하에 있었으며 합의를 하는데 있어서의 권한이 제한되어 있었다. 더 남쪽 내륙에는 카토바족·크릭족·촉토족, 그리고 체로키족의 여러 부족이 살고 있었다.

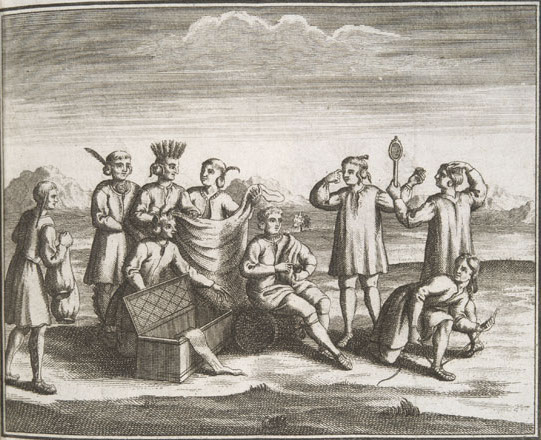
유럽인들과 교역을 하는 이로쿼이족 (1722년)

전쟁이 발발했을 때 누벨 프랑스는 인디언들의 교역 관계를 이용하여 서쪽 오대호 주변의 휴런족·미시소가족·오지브와족·위네바고족·포타와토미족을 프랑스로 끌어들였다. 한편으로 영국은 이로쿼이 연방을 아군으로 끌어들였으며, 체로키족으로부터도 지지를 받았다. 그러나 1758년에 체로키족과 앵글로 체로키 전쟁이 일어나 그러한 관계는 깨지게 되었다. 1758년 10월, 펜실베이니아 행정부는 이스턴 조약의 협상에 성공했다. 이것은 오하이오 컨트리의 많은 부족이 프랑스와의 동맹을 파기하고 중립을 지키는 대가로 펜실베이니아 식민지에서 자신들의 땅을 지키게 한다는 내용이 들어있었다. 대부분의 다른 북쪽의 부족은 프랑스의 편을 들었으며, 프랑스가 그들의 주요 교역 상대였으며 또한 무기의 공급처이기도 했다.
북아메리카 동부의 스페인 식민지는 플로리다에 한정되어 있었다. 쿠바와 다른 서인도 제도의 영토도 지배하고 있었지만 7년 전쟁에서는 이런 곳도 군사 목표물이 되었다. 플로리다는 인구가 적고, 세인트오거스틴과 펜사콜라에 소규모 취락만 있었다.
전쟁 초기에는 북아메리카에 프랑스 정규병은 없었고 영국 정규군도 소수에 불과했다. 누벨 프랑스는 약 3,000명의 해병 정규군(그들 중 일부는 주요 숲에서의 전투 경험이 풍부)으로만 방어를 했고, 또한 필요할 때는 민병대를 소집했다. 영국령 미국의 식민지는 인디언의 습격에 대비하여 빈약한 훈련을 받지 않은 민병대를 소집했지만 어떠한 상비군도 가지고 있지 않았다.

## 진행

### 셀로론 원정
1747년 6월, 조지 크로한와 같은 무역업자에 영향을 받은 영국 상인의 오하이오 영토 진출 확장을 우려했던 누벨프랑스 총독 홀랑 미셸 바렝 드 라 갈리소니에르는 피에르 조셉 셀로론 드 블랑비유에게 그 땅에 군사적 원정을 지시했다. 이 원정의 목적은 이 땅이 원래는 프랑스령이었다는 주장을 확인하기 위함이며, 영국의 영향력이 어떠한 지를 저울질하고 또한 인디언들에게 프랑스의 힘을 과시하기 위한 것이었다.
셀로론의 원정군은 약 200명의 프랑스 해병과 30명의 인디언 병으로 구성되어 있었다. 원정은 3000km에 달하는 것으로, 1749년의 6월에서 11월 사이에 이루어졌다. 세인트로렌스강을 거슬러 올라가 온타리오 호수의 북쪽 해안을 따라 진군을 계속하면서 나이아가라에서 이어지는 수로를 횡단하여 이리호의 남쪽 해안으로 진군하는 것이었다. 초토카 포르타쥬(현재 뉴욕 바르셀로나)에서 일행은 내륙의 앨러게니강 방향으로 진행된 이 강은 현재 피츠버그에 통하고 있으며, 여기에서 셀로론은 오하이오 영토는 프랑스의 영토라고 새긴 지도 명판을 세웠다. 그리고 영국인 상인과 모피 무역업자 등에게 셀로론은 프랑스령이며, 여기에서 나가라고 말했다.
셀로론 원정군이 로그스타운에 도착했을 때 현지 인디언들은 오하이오 영토를 소유하고 있는 것은 자신들이고, 프랑스가 어떤 말을 해도 영국인과의 거래를 할 것이라고 말했다. 셀로론은 그대로 남쪽으로 원정을 계속하여 오하이오강 및 마이애미강(Great Maimi Rivers)이 만나는 지점까지 진출했다. 그곳은 피카윌라니 마을의 바로 남쪽에 맞닿아 있는 마이애미족의 본거지였다. 이 마이애미족의 족장은 올드 브리튼이라고 알려진 자였다. 셀로론은 그에게 장로들이 영국과의 거래를 계속한다면 비참한 결과로 이어질 것이라고 협박했지만 올드 브리튼은 이 경고를 무시했다. 셀로론은 실망감을 느끼며 1749년 11월에 몬트리올로 돌아왔다.
셀로론은 원정을 언급한 보고서에서 “내가 말할 수 있는 것은 이 지역의 인디언들은 프랑스에게 좋지 않은 인상을 가지고 있고, 영국에게는 완전히 헌신적이었다. 나는 그들을 어떻게 프랑스쪽으로 끌어들일지 모르겠다”라며 기술했다. 셀로론이 몬트리올로 귀환하기 오래전에도, 오하이오 영토 상황을 담은 보고서는 런던과 파리에서 유명하게 되었고, 프랑스와 영국의 실력 행사가 필요하다는 것을 환기시키고 있었다. 매사추세츠만 직할 식민지의 총독으로 영토 확장을 옹호했으며, 사람을 설득하는 능력이 특히 뛰어났던 윌리엄 셜리는 영국 식민지 정착민은 프랑스만큼 안전하지 않다고 언급했다.

### 협상
1749년, 영국 정부는 오하이오 영토의 교역과 정착을 확대하기 위해 버지니아 오하이오 컴퍼니에 토지를 제공했다. 이 인가에는 100 가구 이상의 정착과 방어를 위한 요새의 건설이 요구되고 있었다. 그러나 펜실베이니아 식민지도 이곳이 자신들의 땅이라고 주장하고 있었기 때문에, 두 식민지는 각자의 주장을 양보하지 않고 서로 행동에 옮길 것을 요구했다.
1750년에 크리스토퍼 기스트가 버지니아 식민지와 오하이오 회사의 대리인으로 오하이오 영토를 답사하여 그 지역의 인디언 부족과 로그스타운에서 협상을 했다. 그는 1752년 〈로그스타운 조약〉을 체결했는데 이 조약에는 ‘하프 킹’이라는 인디언 유력자 타나채리슨(Tanacharison)과 이로쿼이족 대표자와 모논가헬라강(현재의 피츠버그) 어귀에 스트롱 하우스를 짓는 것에 동의한 조건들이 포함되어 있었다.
오스트리아 왕위 계승 전쟁(북아메리카에서 조지 왕 전쟁)이 1848년에 〈엑스라샤펠 조약〉에 서명함으로써 끝났다. 이 협약에는 각 영지를 전쟁 이전의 상태로 되돌린다는 조건이 명시되었고, 영국이 빼앗은 루이스버그가 프랑스에 반환되었다. 이것이 뉴잉글랜드 주민들을 분노하게 만들었기 때문에 영국은 실업자 대책을 겸해 루이스버그에 가까운 핼리팩스에 정착촌과 군항을 만들었다. 그 밖에도 뉴잉글랜드와의 거래가 있었던 아카디아, 어업권이 초점이 되었던 뉴펀들랜드도 또한 영불의 항쟁의 원인이 되었다.

### 피카윌라니 공격
1752년 3월 17일에, 누벨프랑스 총독인 종퀴에르 후작이 사망하면서 임시 총독으로 듀케인 후작이 취임하였다. 그해 7월에는 듀케인 후작이 누벨프랑스에 도착하여 정식으로 총독에 취임했다. 영국군은 여전히 오하이오에서 군사 활동을 계속하고 있었으며, 따라서 튜케인은 해병 장교인 샤를 미셸 드 랑라드를 원정군 지휘관으로 임명하여 오하이오에 파견했다. 랑라드가 이끈 병력은 300명으로 오타와족과 프랑스계 캐나다인으로 이루어져 있었다. 이 원정의 목적은 예전 셀로론이 영국과의 교역을 중단하라는 권고를 무시한 피카윌라니 마이애미족의 징벌이었다. 6월 21일, 프랑스군은 피카윌라니의 교역소를 공격하고 3명의 무역업자를 포로로 잡고, 14명의 마이애미족을 죽였다. 그중에는 올드 브리튼도 있었다. 그는 원정에 참가했던 오타와족의 의식으로 인육이 먹혔다는 소문도 있었다.

### 프랑스의 요새 건설
1753년 봄, 폴 마린 드 라 말그(Paul Marin de la Malgue)가 2,000명의 해병과 인디언 병의 지휘를 맡았다. 마린의 임무는 오하이오 밸리의 프랑스 국왕령을 영국으로부터 보호하기 위한 것이었다. 마린은 4년 전에 셀로론이 원정한 경로를 따라갔으며, 셀로론이 프랑스령임을 나타내기 위해 납판을 묻어둔 그 위치에 요새를 만들고 병사를 주둔시켰다.
처음 만든 것은 이리호 남쪽 해안을 따라 프레스크 섬 요새(현재 펜실베이니아주 이리호 근처)이었다. 다음 르베프 크릭의 원류로 통하는 길을 건설하고, 두 번째 보루인 르베프 요새(현재 펜실베이니아 워터 포드)를 만들었다. 이 요새는 르베프 크릭의 원류를 둘러싸도록 건설되고 있었다. 그리고 남쪽으로 이동하여 영국인 무역업자를 추방하거나, 포로로 잡았기 때문에 영국과 이로쿼이 연방에 경계심을 주었다. 이로쿼이족과 기타 부족 연맹체인 밍고족의 추장인 타나그리슨은 식민지 확장으로 서부로 쫓겨났기 때문에 프랑스인을 아주 싫어했다. 프랑스인이 아버지를 살해하고 잡아먹었다고 비난했다. 타나그리슨은 르베프 요새에 가서 군사 행동을 일으켜 주둔병을 위협했지만 마린은 타나그리슨을 경멸하면서 무시했다.
이로쿼이족은 뉴욕 식민지 북부의 윌리엄 존슨의 장원에 전령을 보냈다. 존슨은 이로쿼이족에게 ‘위대한 것을 이룰 인물’이라는 뜻의 ‘와라기히그게이’(Warraghiggey)로 알려졌으며, 뉴욕에서 존경받는 이로쿼이 연방의 명예 구성원이 되어 있었다. 1746년에, 존슨은 이로쿼이 군 대령이되었으며, 그 다음은 뉴욕 서부 민병대의 대령이 되었다. 이 민병대는 올버니에서 조지 클린턴 총독과 다른 식민지에서 온 고위 관리와 만났다. 헨드릭 추장은 영국 의무를 지키기 위해 프랑스의 침입을 막아야 한다고 주장했다. 클린턴에게서 만족스럽지 않은 반응이 오자, 헨드릭은 긴 세월동안 이어져 온 이로쿼이 연방과 영국의 우호 관계는 깨졌다고 선언했다.

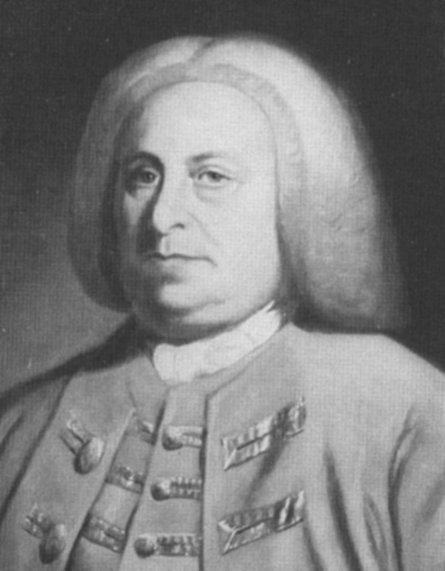
버지니아 총독, 로버트 딘위디

### 버지니아의 대응
버지니아 총독 로버트 딘위디는 자신이 곤경에 빠진 것을 알게 되었다. 딘위디는 오하이오 회사의 투자자 중 한 사람이며 프랑스가 오하이오를 자국령이라고 주장하면 오하이오 회사는 돈을 잃을 수도 있었다. 1753년 10월, 오하이오에 주둔하고 있는 프랑스군에 대항하기 위해 딘위디는 21세의 버지니아 민병대 소령인 조지 워싱턴으로 하여금 프랑스군에게 버지니아에서 퇴거를 경고하도록 명령했다. 워싱턴은 소규모의 병력만 데리고 출발했다. 가는 길 내내 통역으로 재이콥 반 브라암, 그리고 버지니아 지역의 회사에서 측량사 일을 하던 크리스토퍼 기스트, 또한 타나그리슨이 이끄는 몇몇 밍고족을 함께 데리고 갔다. 12월 12일, 워싱턴과 군인들은 르베프 요새에 도착했다.
프랑스군은 지휘관의 마린이 10월 29일에 사망하고, 자끄 르가르저 드 생피에르(Jacques Legardeur de Saint-Pierre)가 새로운 지휘관이 되어 있었다. 생피에르는 그날 밤 워싱턴을 식사에 초대했다. 식사 중 워싱턴은 딘위디가 생피에르에게 보낸 편지를 내밀었다. 그 편지에는 오하이오 컨트리에서 프랑스가 즉시 철수를 해야 한다는 내용이 있었다. 생피에르는 이에 대해 정중하게 이렇게 말했다.
| “ | 귀하가 나에게 퇴거하라고 말한 것을 따를 의무가 있다고는 생각하지 않는다. | ” |

생피에르는 워싱턴에게 프랑스가 오하이오를 자국령이라고 주장하는 것은 영국보다 역사적인 시점에서 앞서 있기 때문이라고 설명했다. 라살(René-Robert Cavelier, Sieur de La Salle)이 영국보다 100년 앞서 오하이오 영토를 탐사했기 때문이었다.

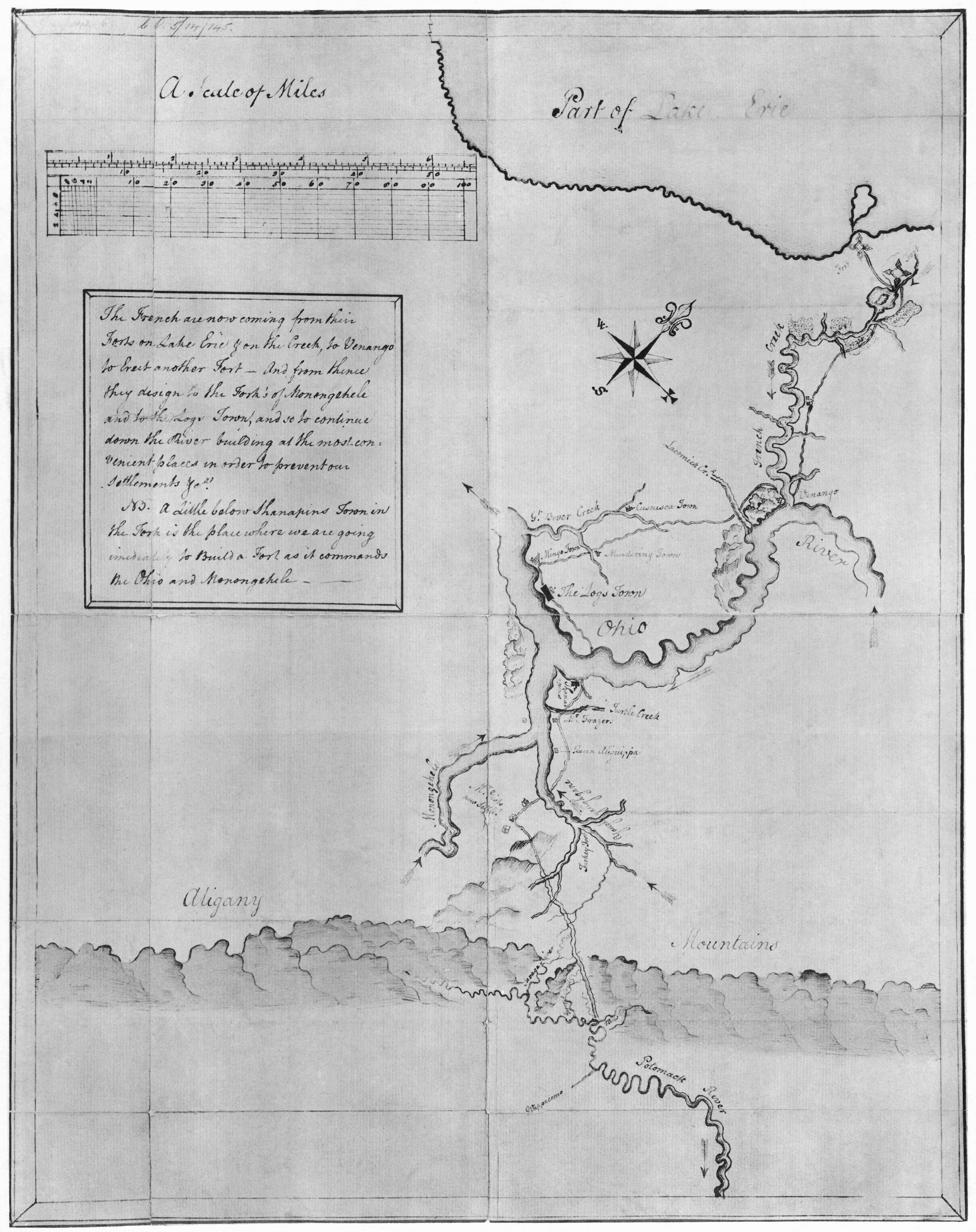
오하이오 강과 주변 지역에 대한 워싱턴의 지도, 1753 또는 1754.

워싱턴 일행은 12월 16일 새벽에 르베프 요새를 떠나 1754년 1월 16일에 윌리엄스버그로 돌아왔다. 보고서에 워싱턴은 다음과 같이 적고 있다.
| “ | 프랑스는 남부를 쓸어버렸다. | ” |

그리고 이 지역에 요새를 강화할 단계를 상세하게 기록하여, 앨러게니강과 머논가힐라강의 합류 지점에 요새를 쌓아 올리려고 하는 프랑스의 의도에 대해 전하고 있다.

## 전쟁
딘위디는 워싱턴이 돌아오기도 전에 윌리엄 트렌트가 이끄는 40명의 중대를 오하이오 한 지점에 파견했다. 1754년이 얼마 지나지 않은 무렵, 프랑스군은 그 곳에서 창고가 있는 소규모의 요새를 건설하기 시작했다. 듀케인 총독은 같은 시기에 생피에르를 해임하고, 클라우드 피에르 페코디 드 콩트레쿠르의 지휘 아래 500명의 추가 병력을 파견했고 1754년 4월 5일에 콩트레쿠르는 500명의 병력을 이끌고 남쪽으로 있는 베낭고 요새를 출발했다. 4월 16일, 콩트레쿠르 일행은 르베프 요새에 도착했다. 이 병력들이 요새에 도착하자, 콩트레쿠르는 관용을 베풀어 트렌트의 소규모 병력을 무사히 철수하게 했다. 그는 그들로부터 공병 장비를 구입하여 이후 듀케인 요새가 되는 요새를 계속 구축했다.
워싱턴이 윌리엄스버그로 돌아온 후 딘위디는 워싱턴에게 더 많은 군대를 맡겨서 트렌트에 원군으로 가도록 명령했다. 르베프 요새로 가는 길에 워싱턴은 트렌트가 퇴각한 것을 알았다. 타나그리슨이 워싱턴에 대한 지원을 약속했기 때문에 워싱턴은 그대로 듀케인 요새로 가서 밍고 족의 족장과 만났다. 그 지역에 프랑스의 정찰병이 있다는 정보를 듣고, 워싱턴은 병사 몇 명과 타나그리슨과 그의 수하 인디언 병사들을 데리고 가서 3월 28일에 프랑스군을 기습했다. 프랑스군의 대부분이 전사했으며 그 중에는 지휘관 조셉 쿨롱 드 주몬빌(Joseph Coulon de Jumonville)도 있었다. 소문에 따르면 타나그리슨이 주몬빌의 목을 토마호크로 자른 것으로 알려져 있다. 사학자 프레드 앤더슨은 타나그리슨이 왜 그랬는 지에 대해 밍고 족 사이에서 권위를 되찾기 위해 영국의 지원을 받을 필요가 있다고 생각한 것이 그 행위로 이어진 것이 아닐까라고 추측하고 있다. 밍고족 대부분은 오랜 교역 상대인 프랑스를 지지하려는 경향이 있었기 때문이다.
타나그리슨의 부하 중 한명이 콩트레쿠르에게는 주몬빌이 영국군의 총격으로 살해되었다고 말했다. 이 주먼빌 글렌 전투가 역사가 사이에 프렌치 인디언 전쟁의 최초의 전투이며, 오하이오 영토에서 교전의 시작으로 기록하고 있다.

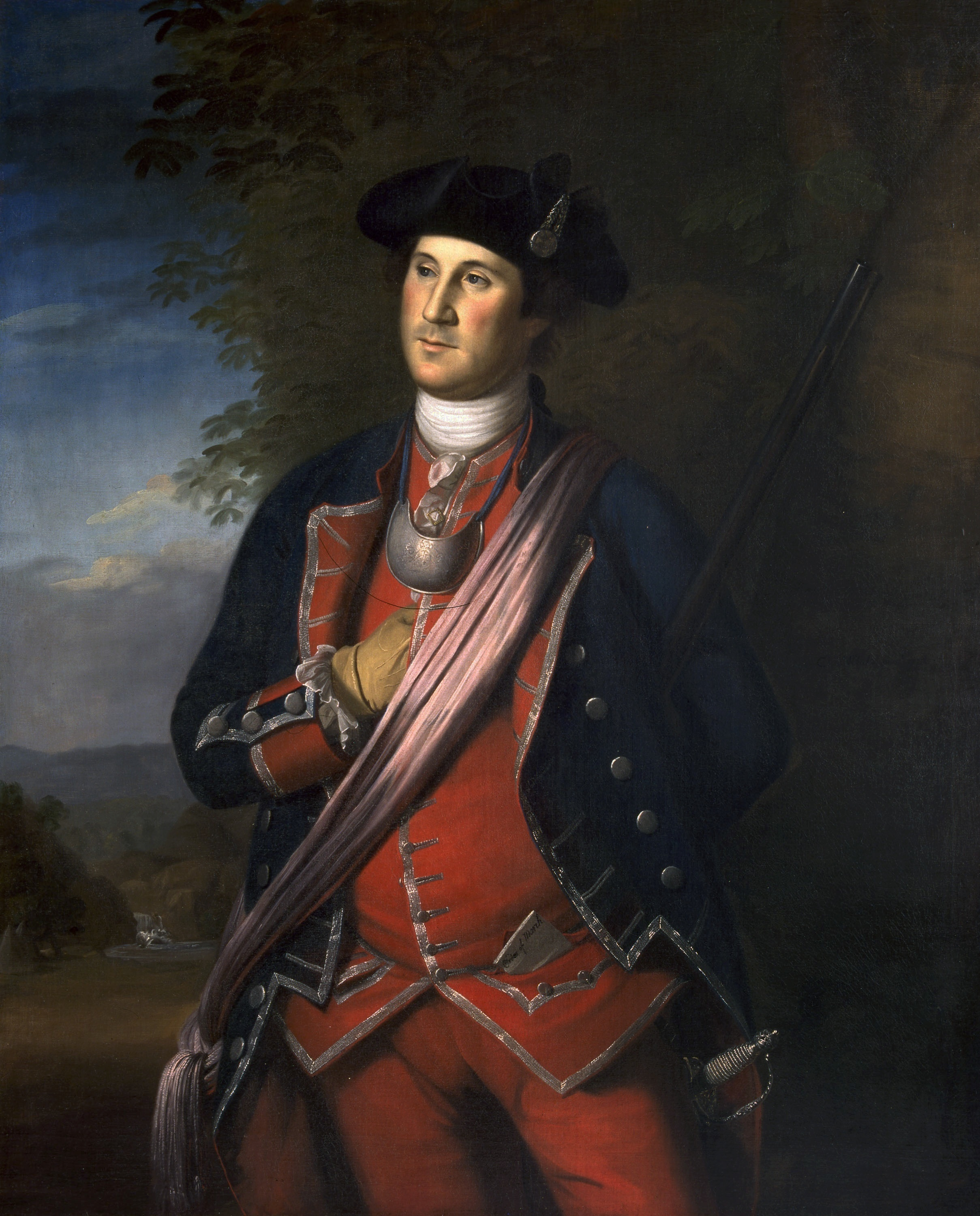
가장 초기로 공인된 조지 워싱턴의 초상화, 버지니아 연대의 대령 복장을 하고 있다(1772년 찰스 윌슨 필리 작).

이 전투 후 워싱턴은 몇 마일 후퇴하여 네세시티 요새를 세웠다. 그해 7월 3일, 이 요새는 프랑스군의 습격을 받게 되었고 워싱턴은 전투에서 항복했다. 이때 워싱턴 무장을 한 채 철수를 할 수 있도록 협상을 했다. 워싱턴의 부하 군인에 따르면 이 때 프랑스군은 쇼니족, 델라웨어족, 그리고 밍고족 지파의 사람을 데리고 있었다. 그 밍고족 이야말로 타나그리슨이 영향력을 행사하기 위해 노력하고 있던 전사들이었다.
이 두 건의 전투 소식이 8월에 영국으로 전해지자, 초대 뉴캐슬 공작 토마스 펠햄 홀스 정권은 몇 개월의 협의를 거친 뒤 프랑스를 격퇴하기 위해 이듬 해에 원정군을 보내기로 결정했다. 육군 소장 에드워드 브래독이 지휘관으로 선정되었다. 영국의 이 군사 계획은 브래독이 북아메리카로 떠나기도 전에 프랑스에 세세한 정보가 누설되어 국왕 루이 15세는 1755년 디스카우 남작 장 에르망의 지휘 아래 6개 연대를 누벨 프랑스 파견했다. 영국군은 프랑스의 항구 봉쇄를 계획하고 1755년에 함대를 파견했는데, 프랑스 함대도 이미 북아메리카로 향해고 있었다. 제독 에드워드 호크는 쾌속 전대(fast squadron)를 북미에 보내, 프랑스를 중간에서 저지하려 했다.
두 번째 영국의 공격으로 제독 에드워드 보스코웬은 1755년 6월 8일 해전에서 프랑스 함 알시데(Alcide)와 2척의 수송함에 포격을 가했다. 1755년을 통해 영국은 프랑스 함대의 함을 빼앗고 선원을 포로로 잡는 등 프랑스군을 괴롭혔다. 이것은 결국 1756년 공식적인 선전 포고로 이어졌다.

### 영국 전략 (1755년)

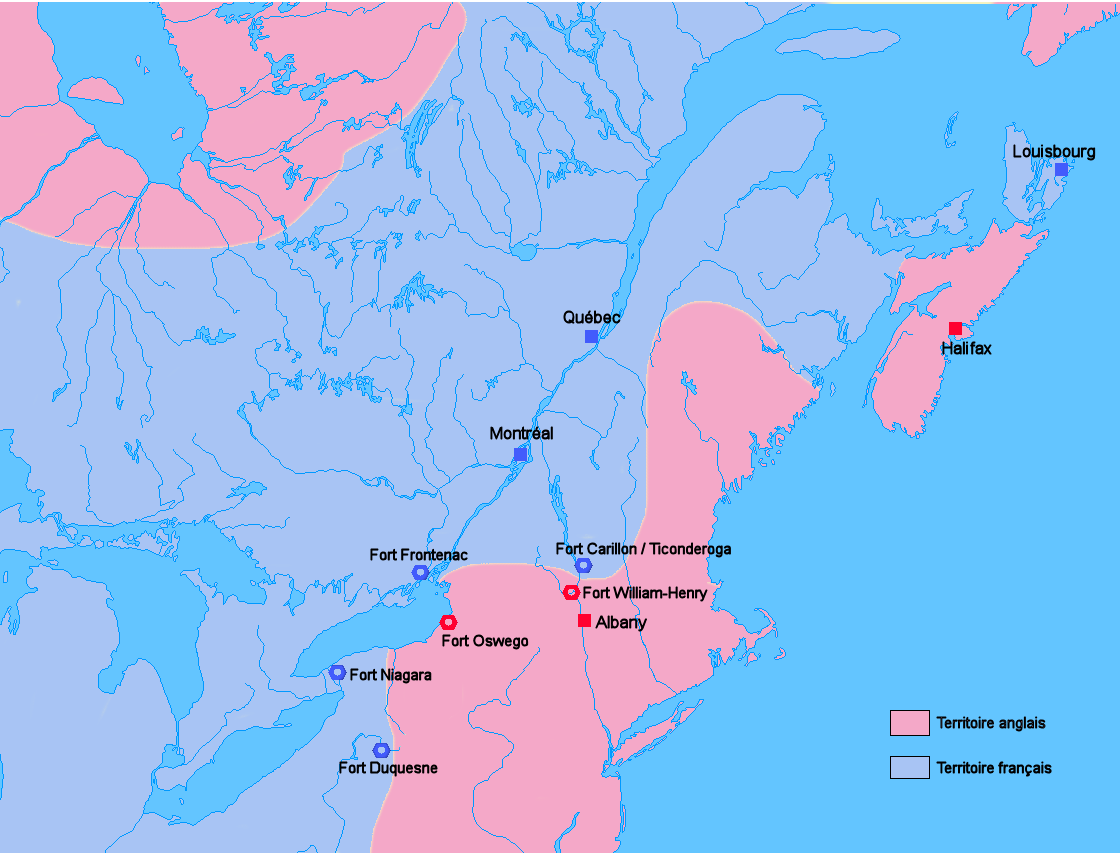
영국 작전의 위치, 1755

영국은 1755년의 공격 계획을 세웠다. 에드워드 브래독 장군은 원정군을 듀케인 요새까지 이끌 예정이었던 반면, 매사추세츠 식민지 총독인 윌리엄 셜리는 오스위고 요새의 방어를 굳혀 나이아가라 요새를 공격하는 임무를 받았다. 윌리엄 존슨 경은 세인트 프레드릭 요새 (현재 뉴욕 크라운 포인트)를 공략하고, 로버트 멍크튼 중령은 영국령 노바스코샤와 아카디아의 경계에 있는 보세주르 요새를 공략할 예정이었다.
1755년 6월 브래독은 정규병 2,000명으로 구성된 식민지 민병대를 이끌고 듀케인 요새 공략 전략에 나섰다(조지 워싱턴은 참모 중 한 사람으로 참전). 하지만 이 전략은 대참사로 끝났다. 머논가힐라 전투에서 프랑스군과 인디언 병력은 영국군에게 매복공격을 퍼부어 브래독은 치명상을 입었다. 브래독은 전사했고, 약 1,000여 명의 영국군이 사상자를 냈다. 워싱턴이 이끌던 잔존 부대 500명은 버지니아로 퇴각했다. 미래의 미국 독립 전쟁에서의 호적수가 될 조지 워싱턴과 토머스 게이지는 이 후퇴를 주도하는데 핵심적인 역할을 했다.
프랑스군은 셜리와 존슨의 작전을 포함한 영국군 전쟁 계획 사본을 획득했다. 오스위고 요새를 강화하려는 셜리의 노력은 보급의 난항과 대규모 원정 경험 부족으로 수렁에 빠지게 되었다. 그는 온타리오 호수를 건너 온타리오 요새로 원정을 갈 시간이 없을게 확실할 때, 셜리는 오스위고 요새에서 출발하여 불 요새, 윌리엄 요새로 떠났다(후자의 두 요새는 오늘 날의 뉴욕 롬에 있는 모호크강과 우드 크릭 사이에 위치한 오나이다 수송로에 자리 잡고 있다). 계획된 나이아가라 기습에 쓸 보급품은 불 요새에 저장되었다.
존슨의 원정 계획은 셜리보다는 탄탄하게 구성되었지만, 뉴프랑스의 주지사 보드레이유 후작에게 간파당했다. 그는 오하이오 요새들까지 확장된 보급선에 우려를 표명해 왔으며, 디스카우 남작을 보내 셜리의 예상되는 기습에 대비해서 프론테냑에서 방어를 하게 했다. 존슨의 더 큰 위협을 알게 되자 보드레이유는 디스카우를 세인트 프레드릭 요새로 보내 그 위협에 대처하게 했다. 디스카우는 허드슨강의 상류 끝 부분에 위치한 에드워드 요새에 진을 치고 있는 영국군의 캠프를 기습할 계획이었다. 그러나 존슨은 이미 요새를 보강해 두었고, 디스카우의 인디언 지원병들은 마지못해 기습을 했다. 양 군은 결국 에드워드 요새와 윌리엄 헨리 요새에 사이에서 조지 호 전투 혈전을 벌였다. 이 전투는 양 측 모두 우세를 보이지 못하고 철수를 하는 것으로 끝이 났다. 존슨의 진군에 윌리엄 헨리 요새에서 멈췄고 프랑스군도 타이컨더로가 지점으로 후퇴를 했는데 그 곳에서 카리용 요새를 세웠다(이후 1759년 영국군의 함락 후 타이컨더로가 요새로 이름을 바꿨다).
그 해 유일한 성공을 거두었던 로버트 멍크튼 대령은 1755년 6월에 보세주르 요새를 점령하고 프랑스 요새를 루이스버그에서 차단하여 육지로 증원군이 오는 것을 막았다. 루이스버거에서 핵심 보급품을 차단하기 위해 노바스코샤의 주지사 찰스 로렌스는 프랑스어를 하는 아카디아 주민들을 그 지역에서 강제로 퇴거시켰다. 로저스 레인저스가 포함된 멍크튼의 군대는 반항하는 많은 사람들을 내쫓으며, 강압적으로 수천 명의 아카디아 주민들을 퇴거시켰고, 때로는 잔악행위도 서슴지 않았다. 다른 어떤 요인보다 루이스버그로 지원되는 보급품의 차단은 루이스버그를 활동 정지로 이끌었다. 미크마크를 포함하여 인디언 협력자들과 연대한 아카디아 주민들의 저항은 때로는 상당히 완강했으며, 무엇보다 다트머스와 루넨버스의 변경 지역에서 지속적인 습격으로 이어졌다. 아카디아 주민들(퍼티코디액과 세인트존강 그리고 일레 세인트 진 주변의 펀디만 근처에 살고 있던)을 내쫓는 것보다 더 큰 규모의 충돌이 1755년 퍼티코디액에서 있었으며, 1757년에는 아나폴리스 로열 근처의 블러디 크릭에서 발생했다.

### 프랑스의 승리 (1756년 - 1757년)

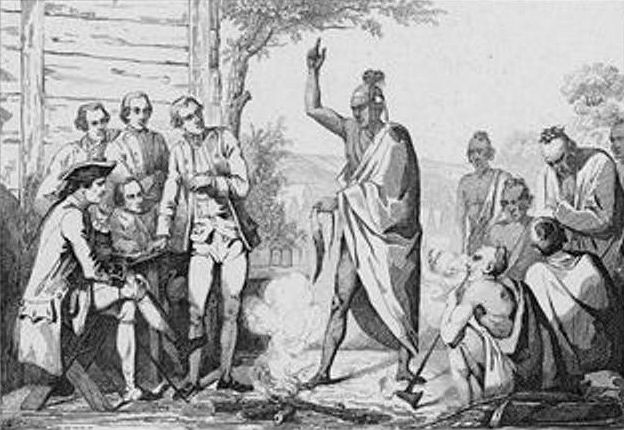
제례용 모닥불 주변에서 회담을 하는 프랑스와 인디언 추장들

브래독의 전사로 윌리엄 셜리가 북아메리카에서 사령관을 맡았다. 1755년 12월 올버니에서 열린 모임에서 그는 1756년의 계획을 구상했다. 나이아가라 요새, 크라운 포인트 요새, 듀케인 요새를 공략하려는 노력 이외에 그는 온타리오 호수 북쪽 해안에 위치한 프론테냑 요새에 대한 기습과 퀘벡을 공격하기 위해 메인 지역의 황야를 가로질러, 쇼디에르 강을 내려가는 원정을 제안했다. 그러나 윌리엄 존슨과 뉴욕주의 지사 찰스 하디 경의 반대에 부딪쳤고 셜리의 계획은 거의 지원받지 못했다.
뉴캐슬 공작은 1756년 1월 그를 로던 경으로 교체했고, 제임스 애버크롬비 장군을 부총사령관으로 임명했다. 이들 중 어느 누구도 프랑스가 파견한 세 명의 지휘관들의 현장 경험에 필적할만한 인물은 없었다. 프랑스 육군이 1756년 5월 북아메리카에 보낸 인물은 오스트리아 계승 전쟁으로 경험을 쌓은 루이조제프 드 몽칼름 소장, 그리고 슈발리에 드 레비와 프랑소와 샤를르 드 브르라마크 대령이었다. 몽칼름은 이미 오스트리아 계승 전쟁으로 경험을 쌓고 있었다. 1756년 5월 18일, 영국은 프랑스에 정식으로 선전포고를 했으며 유럽으로 전쟁이 확대되었다. 유럽에서의 전투는 ‘7년 전쟁’으로 불리고 있다.

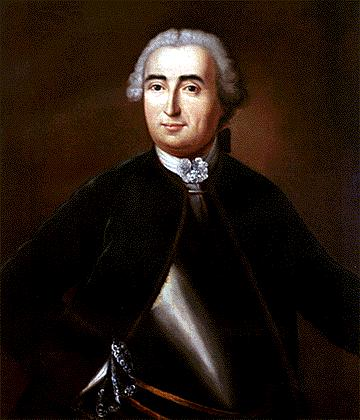
루이조제프 드 몽칼름 장군

누벨 프랑스 총독 보드레이유는 1756년 봄에 몽칼름의 도착을 결코 반기지 않았다. 프랑스 총사령관이 되고자 했던 보드레이유는 혼자서 행정과 군사 모두를 탐을 냈기 때문에 내심 몽칼름과 역할 분담을 하는 것을 탐탁지 않게 여겼다. 1756년 겨울 동안 증원군이 도착하기도 전에 그는 먼저 작전에 나섰다. 정찰병이 영국군의 보급망이 취약하다는 것을 보고해 왔고, 그는 오나이다 수송로에 셜리가 새웠던 요새에 기습을 하라고 명령했다. 3월에 진행된 불 요새 전투에서 프랑스군은 45,000 파운드의 화약과 함께 요새와 많은 보급품을 파괴했다. 그들은 영국군의 온타리오 호 작전을 좌절시켰고, 이미 보급품 부족을 겪고 있는 오스위고 요새를 위험에 빠뜨렸다. 오하이오 밸리의 프랑스군은 또한 인디언들과 함께 변경의 개척지를 습격하도록 유도하여 이 지역 전역을 장악했다. 이것은 서부 변경에 지속적인 경계심과 함께 이러한 난리를 피해 동쪽으로 가려는 피난민 행렬을 만들었다.
영국군의 새 사령관은 7월까지 정해지지 못했다. 그가 올버니에 도착했을 때 애버크롬비는 로던이 그들을 승인할 때까지 어떠한 중요한 작전을 펼치는 것도 거부했다. 몽칼름은 그의 부드러운 성격과는 달리 대담한 작전을 펼쳤다.
보드레이유의 오스웨고 요새 고사작전에 대해서 몽칼름은 마치 조지 호수를 따라서 또 다른 공격을 암시하는 것처럼 본부를 타이컨더로가로 옮김으로써 전략적 위장작전을 구사했다. 애버크롬비가 올버니에 발이 묶여 있었기 때문에 몽칼름은 8월에 오스웨고에 성공적인 기습을 이끌었다. 그 여파로, 몽칼름과 그의 명령을 받고 있는 인디언들은 포로들의 개인적 처리에 대해서 의견불일치를 이루고 있었다. 유럽인들은 포로들을 귀속물로 여기지 않았고 인디언들이 포로들에게서 귀중품을 빼앗는 것을 못하게 했으며, 그것이 인디언들의 분노를 샀다.

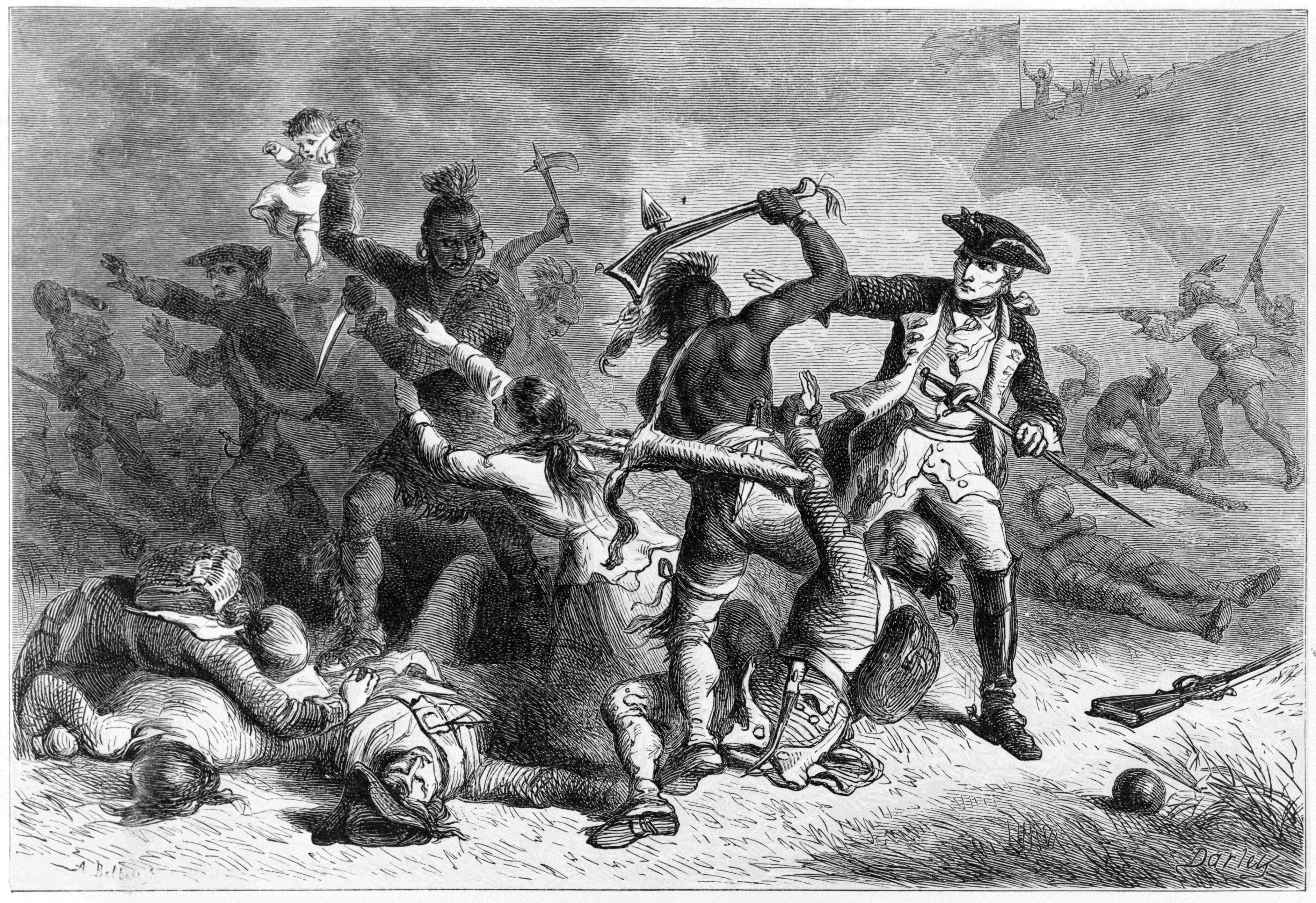
윌리엄 헨리 요새 전투 이후 동맹군 인디언들의 영국군과 민간인 습격을 저지하려는 몽칼름

능력 있는 행정관이자 조심스런 야전사령관이었던 로던 경은 1757년 뉴프랑스의 수도 퀘벡을 공략하는 오직 하나의 주요 작전만 계획했다. 몽칼름의 시선을 속이기 위해 덩치가 큰 군대는 윌리엄 헨리 요새에 남겨두고 그는 퀘벡 원정대를 조직했지만 식민지 국무장관이었던 윌리엄 피트에 의해서 루이스버그를 우선 공격하라는 명령을 받았다. 이런 저런 지연으로 봉쇄당했지만 원정은 8월에 마침내 노바스코샤의 핼리팩스로 항해할 준비를 마쳤다.
그동안 프랑스 함선은 프랑스 해안의 영국군 봉쇄를 뚫고서, 영국군 함대보다 수적으로 앞섰던 함대는 루이스버그에서 로던 경을 기다렸다. 그러한 병력들에 대항하려 했을 때 로던 경은 윌리엄 헨리 요새에 학살이 일어났다는 소식을 듣고서 중간에 뉴욕으로 돌아갔다.
프랑스의 비정규군(캐나다 정찰병과 인디언)은 윌리엄 헨리 요새를 1757년 초반부터 계속 공략하고 있었다. 1월 그들은 타이컨더로가 근처에서 영국군 레인저를 매속 공격했다. 2월 달에는 얼어붙은 조지 호수를 건너 초소에 대담한 습격을 감행하여 요새 밖에 있는 창고와 건물들을 파괴하였다. 8월 초순 몽칼름은 7,000명의 병력을 이끌고 그 요새를 포위하여, 철수를 맹세한다는 조건부로 항복을 받았다. 철수가 시작되자, 몽칼름의 인디언 연합군 중 일부가 전리품을 획득할 기회를 상실한데 분노하여 영국군을 습격하여 수백 명의 남녀와 아이들, 노예를 포로로 잡거나 죽였다.
포위전은 여파는 천연두를 먼 곳에 인디언들에게 전파시키는데 공헌을 했을 것이다. 일부 인디언들은 미시시피강을 넘어 작전에 참여했다가 돌아왔으며 그 이후 전염된 유럽인들에게 노출되었을 것이다.

## 영국의 승리 (1758년 - 1760년)

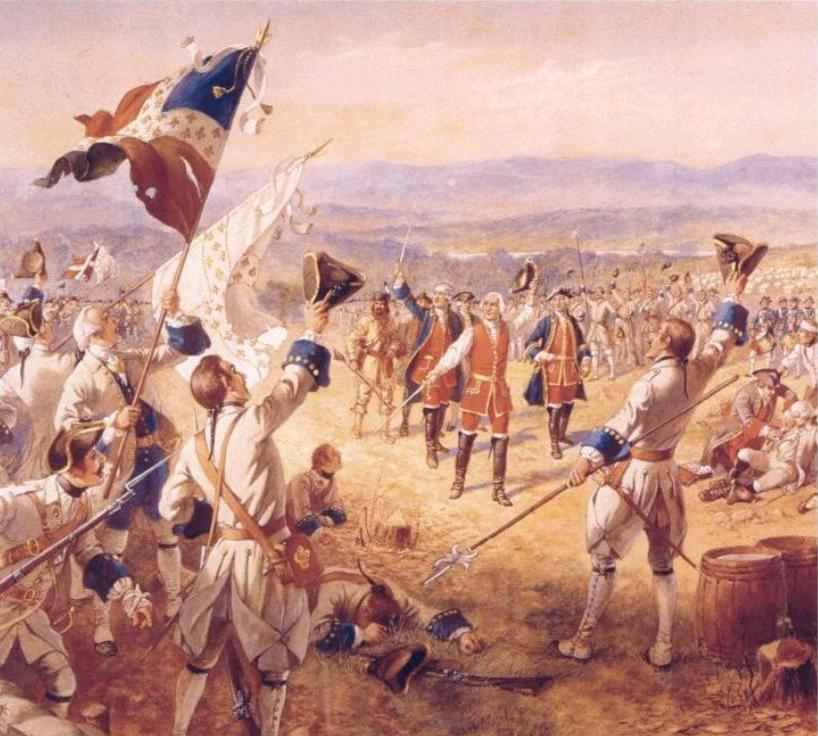
카리용에서 몽칼름 부대의 승리 by 헨리 알렉산더 오그던

보드레이유와 몽칼름은 1758년은 최소한의 보급만 받았다. 영국이 프랑스 해안을 봉쇄하여 프랑스 함의 출항을 제한하고 있었기 때문이다. 1757년 흉작으로 누벨 프랑스의 상황은 더욱 악화되어 혹독한 겨울을 보냈다. 소문에 의하면 누벨 프랑스 감독관인 프랑스와 비고가 더러운 음모를 꾸미고 있었다고 한다. 부풀린 가격으로 식민지에 보급을 하려던 그의 계획은 그와 동료들의 주머니를 채우기 위한 것이라고 몽칼름은 믿고 있었다. 또한 서부에 사는 인디언 부족들에게 천연두가 창궐함으로써 이곳에 살았던 인디언들이 1758년에는 무역을 기피했다. 전투에 참가한 많은 부족이 다른 부족을 비난했으며, 또한 프랑스인들이 나쁜 약을 가지고 왔으며, 윌리엄 헨리 요새에서 전리품도 부정했다고 비난했지만 천연두는 윌리엄 헨리 요새 전투 후 사람들이 혼잡한 가운데 확산되었을 것이었다. 이 상황에서 몽칼름은 그의 빈약한 자원들을 세인트로렌스강 방어에 집중했으며, 특히 카리용, 퀘벡, 루이스버그의 주요 방어지에 집중했다. 한편 보드레이유는 몇 전에 상당히 효과를 본 지속적인 기습작전을 주장했지만 실패로 돌아갔다.
북아메리카에서의 영국의 작전 실패는 유럽 전장에서의 실패와도 연결되어 있었다. 이러한 사태는 주요 군사 고문이기도 했던 컴벌랜드 공작과 조언자들의 몰락을 가져왔다. 뉴캐슬 공작과 피트는 불안한 합작을 하게 되었으며, 피트가 군사 작전을 지배하게 되었다. 피트는 대부분의 틀이 로던 경에 의해 만들어진 1758년 작전에 착수했다. 1757년 실패 이후 총사령관 자리는 로던 경에서 애버크롬비로 교체되었다. 피트의 계획은 대규모의 정규군이 참여하고, 지방 민병대의 지원을 받아 뉴프랑스의 핵심 지역을 함락하는 것을 목표로 세 가지 주요 공격 작전을 필요로 했다. 그러한 원정들 중 듀케인 요새와 루이스버그를 대규모의 영국군으로 공략한 두 번은 성공적이었다.

### 1758년
포브스 원정대는 1758년 9월에서 10월에 걸친 영국군의 작전이었으며 오하이오 영토에서 프랑스군을 몰아내기 위해 존 포브스 장군이 이끄는 6,000명의 병력이 동원되었다. 영국군의 진군 이후, 9월 14일 듀케인 요새에서 프랑스군이 물러남으로써 듀케인 요새의 무리는 철수를 했다. 이로서 영국군은 오하이오강 계곡에서 지배권을 행사할 수 있었다. 노바스코샤의 루이스버그에 있는 대형 프랑스군 요새는 포위 공격을 당한 후 함락 당했다.
제3차 침공은 있을 법하지 않는 프랑스군의 카리용 전투로 중단되었으며, 그 전투에서 프랑스군은 3,600명의 병력으로 애버크롬비가 이끄는 18,000명의 정규군, 민병대, 인디언 연합군을 카리용 요새(영국군은 타이컨더로가라고 부름) 밖에서 극적으로 물리쳤다.
애버크롬비는 조지 호수 남쪽에서는 완패했지만, 그 후 8월 26일부터 27일까지 프롱트낵 요새를 존 브래드스트리트 대령을 보내 습격하게 하여 뉴프랑스의 서부 요새로 전달될 예정이었던 보급품과 식량을 빼앗고, 퀘벡과 다른 요새와 연락을 두절시켰다. 이후 애버크롬비는 소환당했으며, 루이스버그 전투의 승자인 제프리 애머스트와 교체되었다.
총체적으로 빈약함의 여파는 1758년 벌어진 7년 전쟁에서 대부분의 전장에 이어졌고, 프랑스의 새로운 외교부 장관인 에티엔느 프랑스와는 영국 침공에 집중하기로 결정했다. 이것은 영국군을 북미와 유럽 본토에서 끌어내기 위함이었다. 그러나 침공은 군사적으로도, 정치적으로도 실패했다. 왜냐하면 피트가 뉴프랑스를 상대로 새로운 작전을 구상했기 때문이다. 그는 본토의 대영 제국의 연합국인 프로이센에 자금을 보냈고, 프랑스 해군은 1759년 라구스 해전과 키브롱 만 해전에서 실패를 거듭했다. 한 가지 행운은 프랑스 보급선 중 일부가 영국군의 프랑스 해안 봉쇄를 피해 가까스로 프랑스를 떠났기 때문이다.

### 1759년-1760년

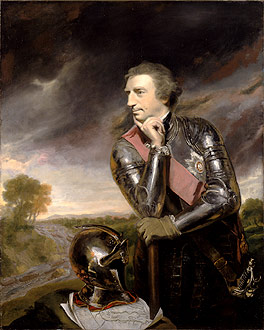
영국군 제프리 애머스트 장군

영국군의 승리는 1759년 ‘기적의 해’(Annus Mirabilis)에 모든 전장에서 계속되었다. 그들이 타이컨더로가를 마침내 함락했을 때, 제임스 울프는 퀘벡에서 몽칼름을 물리쳤다 (이 전투에서 양측의 두 사령관 모두 전사했다). 그리고 나이아가라 요새의 승리는 성공적으로 프랑스 변경 지역 요새와 서쪽, 남쪽을 성공적으로 차단시켰다. 그러한 승리는 1760년대 완성되었다. 생트푸이 전투(Battle of Sainte-Foy)에서 퀘벡시 외각을 잃었음에도 불구하고, 영국군은 레스티고쉬 해전(Battle of the Restigouche)으로 군대가 몬트리올로 3면에서 행진해 들어갈 때, 프랑스 구호선의 도착을 못하게 할 수 있었다.
1760년 9월에는 주지사 보드레이유는 애머스트 장군과 항복 협상을 했다. 애머스트는 보드레이유가 요청한 식민지에 남기를 원하는 프랑스인 개척민에게 가톨릭 전통을 이어갈 수 있게 해달라, 그리고 그들의 재산 소유권 인정과 집에서 퇴거당하지 않을 권리를 달라는 요구조건을 수용했다. 영국군은 병자와 부상당한 프랑스 군인에게 치료를 했주었다. 프랑스 정규군 부대는 현재의 전쟁에 더 이상 복무하지 않겠다는 서약서를 작성한 후 영국 배를 타고 프랑스로 귀환했다.

### 전쟁의 종결

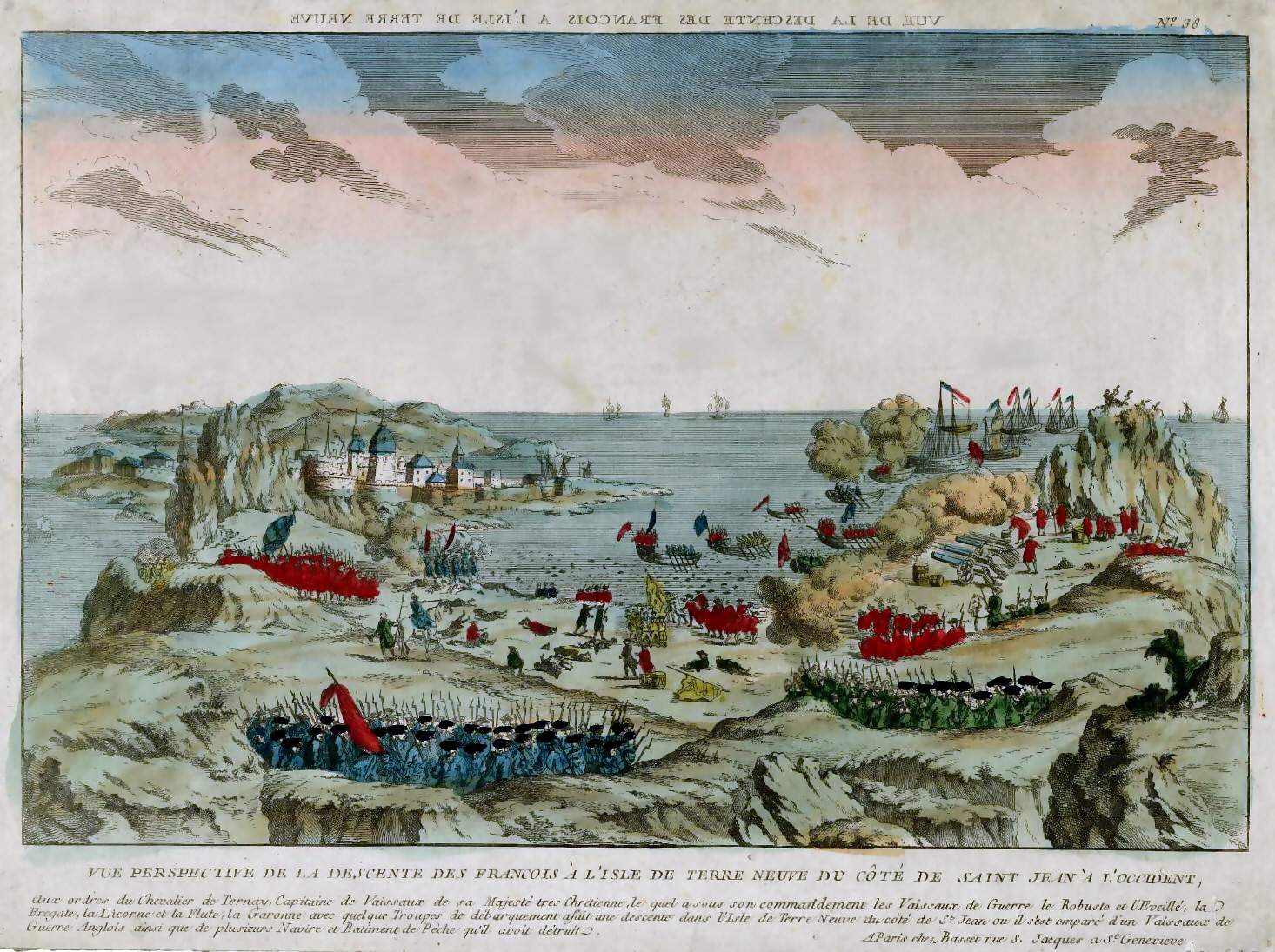
뉴펀들랜드 세인트존스에서의 프랑스의 함락(1762년)

북미 대륙에서 대부분의 프랑스와 영국의 전투는 1760년에 끝났지만 유럽에서의 전투는 계속되었다. 주목할만한 예외는 프랑스의 뉴펀들랜드에 있는 세인트존스의 함락이었다. 애머스트 장군은 이 기습 작전에 대해서 듣자마자, 즉각 조카인 윌리엄 애머스트가 이끄는 부대를 파견했고, 그는 1762년 9월에 시그널힐 전투로 뉴펀들랜드의 통제권을 되찾는다.
북아메리카의 많은 부대가 서인도 제도의 영국 작전에 투입되었는데, 스페인령 하바나 점령이 대표적인 사례였다. 스페인은 뒤늦게 프랑스편을 들어 분쟁에 참여를 했으며, 1762년 프랑스령 마르티니크에 온 영국 원정대와 일전을 벌인다.
애머스트 장군은 서부에 있는 프랑스 요새의 영국 통치로의 이전을 지켜보았다. 많은 인디언들이 방해하는 그런 땅에 그가 소개한 정책들은 이후 1763년 폰티액 전쟁의 빌미가 된다. 이러한 일련의 변방 요새와 정착지의 습격은 영국 부대의 지속적인 주둔을 필요로 하게 되었으며, 1766년까지 해결되지 못했다.
북아메리카에서의 전쟁은 공식적으로 1763년 2월 10일 파리 조약에 서명함으로써 끝나게 된다. 그리고 유럽에서의 7년 전쟁은 1763년 2월 15일 후베르투스부르크 조약에 서명함으로써 역시 끝나게 되었다.
영국은 프랑스에게 북미의 미시시피강 동쪽, 또는 영국이 점령해 왔던 과들루프나 마르티니크와 같은 캐러비안 제도의 선택권을 부여했다. 프랑스는 캐나다를 할양했고, 세인트로렌스만에 있는 작은 두 섬인 세인트 삐에르와 미켈롱의 보존과 그 지역에서의 어업권 확보를 협상할 수 있었다. 당시로서는 프랑스에게는 카리브 제도의 경제적 가치가 풍부한 설탕작물과 방어적 이점 때문에 캐나다 보다는 컸던 것이다. 그러나 영국은 뉴프랑스를 획득한 것이 더 좋았으며, 방어 따위는 문제가 되지 않았고, 그들은 이미 많은 설탕 공급원이 존재했기 때문이었다. 스페인은 쿠바를 재획득하기 위해 플로리다를 영국과 교환했으며, 또한 플로리다를 상실한 대가로 프랑스로부터 뉴올리언스를 포함한 루이지애나를 얻었다. 미시시피로 모든 나라에 접근할 수 있는 길이 열렸던 것이다.

## 결과

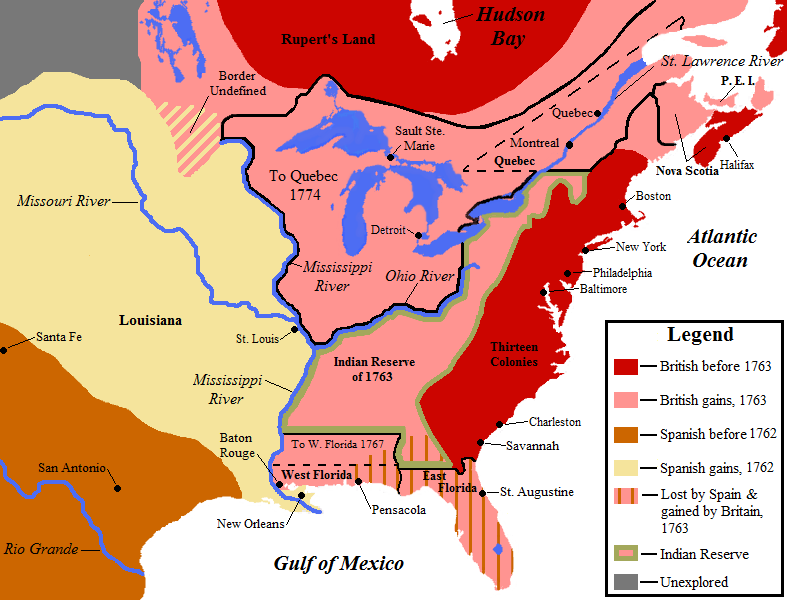
파리 조약 이후 영국의 영토 획득을 보여주는 지도, 분홍(영), 스페인(노랑)

이 전쟁은 유럽의 강국(영국, 프랑스, 스페인)의 경제, 정치, 그리고 정치적 측면과 사회적 관계를 바꾸어 놓았다. 이들 국가의 식민지와 개척민, 그리고 원주민들은 그들이 소유한 땅에 살았다. 프랑스와 영국이 전쟁에서 상당한 경비를 소비하였으며 이후 장기간 심각한 문제로 대두되었다.
영국은 누벨 프랑스와 아카디아를 지배하게 되었다. 약 8만 명의 인구가 있고 그 대부분은 프랑스어를 말하는 가톨릭계 주민이었다. 1755년에 시작된 아카디아 퇴거는 궁극적으로 유럽과 식민지에서 온 이주자들이 더 남쪽으로 정착하게 하는 결과를 가져왔다. 영국은 북아메리카 식민지 곳곳에 그들을 정착시켰지만 상당수가 유럽으로 돌아가거나 일부는 뉴올리언스로 갔다는 등 그 곳에서는 프랑스어를 사용할 것으로 예상했기 때문이다. 또 일부 사람들은 프랑스령 기아나와 포클랜드 제도 등 다양한 지역에 정착민으로 보내졌다. 후자의 노력은 성공하지 못했다. 일부는 산토도밍고 같은 장소에 이주를 했으며, 아이티 혁명 후에 뉴올리언스로 도망을 가게 된다. 루이지애나 인구는 오늘 날의 케이준 인구의 정착에 크게 기여하였다(프랑스어로 ‘아카디앙’(Acadien)이 ‘카디앙’(Cadien)으로 진화를 했고, 그런 다음 ‘케이준’(Cajun)이 되었다).
평화조약에 따라 조지 3세는 1763년 10월 7일에 국왕령을 공표했다. 이것은 새롭게 정복된 영토의 분할과 행정에 대한 윤곽을 잡은 것으로 오늘날의 캐나다 정부와 퍼스트 내이션즈의 관계까지 어느 정도 규정을 해두었다. 그 속에 포함된 내용은 애팔래치아산맥 서쪽에 인디언들을 위해 유보지를 만든다는 내용이 포함되어 있었고 서부로 향하는 개척민들에게 일시적인 머뭇거림 밖에 되지 않는 조치였다. 그 포고령에는 또한 가톨릭 신자들에 의한 참여를 못하게 하는 규정이 포함되어 있었다. 이 문제와 다른 이슈들을 언급하기 위해 1774년 퀘벡법이 제정되었을 때 대부분이 개신교 신자였던 13개 식민지에서 가톨릭이 확산될지도 모른다는 종교적인 우려가 있었다.
7년 전쟁으로 영국의 부채는 거의 2배로 늘어났다. 부채를 탕감하기 위한 방도를 찾던 왕실은 식민지에 새로운 세금을 부과하려고 시도했다. 이러한 시도는 식민지의 강한 반발을 불러왔으며, 왕실을 대표하는 이들이 그들의 의무를 안전하게 이행하기 위해 군대를 소집할 때까지 계속되었다. 그러나 이러한 행위는 궁극적으로 미국 독립 전쟁의 원인이 되었다.
프랑스는 특히 겨우 보존할 수 있게 된 고가의 설탕을 생산해 내는 안틸레스 제도와 비교하여 북미의 소유에 대한 가치를 그다지 크게 보지 않았다. 외교부 수장이었던 슈아죌은 파리 조약으로 수지 맞는 장사를 했다고 생각했으며, 철학자 볼테르는 “루이 15세가 단지 눈 몇 에이커만 잃어버린 것이다”라고 할 정도였다. 그러나 프랑스에게 군사적 패전과 전비에 대한 재정적 부담은 군주제를 약화시켰고, 1789년 프랑스 혁명이 일어나는데 기여하게 된다.
많은 인디언들에게 북아메리카에서의 프랑스의 권력 상실은 강력한 동맹의 상실과 영국의 팽창에 대한 무게추 상실을 의미하였고, 궁극적인 소유권 박탈로 이어졌다. 오하이오 영토는 특히 그 지역에 프래독과 포브스에 의한 군사도로의 건설로 합법적인, 불법적인 정착에 대해 취약했다.
비록 스페인이 루이지애나 영토를 이어받았지만(1796년이 되어서야 완전 이관), 미미한 결과 밖에 되지 않았고, 영국은 스페인령 플로리다 인수는 영국과 얽히고 싶지 않았던 부족들의 서부 이주로 이어지게 되었으며, 역사적 앙숙 관계였던 촉토 족과 크릭 족의 긴장이 고조되는 결과로 나타나게 되었다(영국은 종종 그런 관계를 이용했다). 플로리다에서의 지배권 교제는 또한 스페인어를 하는 개척민들이 떠나는 것을 조장하게 된다. 산 어거스틴의 정부 기록물을 포함한 대부분은 쿠바로 향했으며, 일부 기독교화된 야마시족들은 멕시코 해안에 재정착하게 된다.
프랑스는 1778년 미국 독립 전쟁에서 영국에 공동 대항하기 위해 ‘프랑스-미국 연합군’으로 북미로 돌아왔다. 이 때 프랑스는 영국을 압도하는데 성공을 거둘 수 있었으며 역사학자 앨프레드 케이브는 “프랑스는 .... 몽칼름의 죽음에 대한 복수를 한 것이다”라고 서술했다.

## 같이 보기
- 미국 인디언 전쟁
- 영국과 프랑스의 북아메리카 식민지 전쟁
- 프랑스 식민군

## 참고 문헌
- Anderson, Fred (2000). 《Crucible of War: The Seven Years' War and the Fate of Empire in British North America, 1754-1766》. New York: Knopf. ISBN 0-375-40642-5.
- Anderson, Fred (2005). 《The War that Made America: A Short History of the French and Indian War》. New York: Viking. ISBN 978-0-670-03454-3. – Released in conjunction with the 2006 PBS miniseries The War that Made America.
- Brumwell, Stephen (2006). 《Redcoats: The British Soldier and War in the Americas, 1755–1763》. Cambridge University Press. ISBN 978-0-521-67538-3.
- Calloway, Colin G (2006). 《The Scratch of a Pen: 1763 and the Transformation of North America》. Oxford University Press. ISBN 978-0-19-530071-0.
- Cave, Alfred A. (2004). 《The French and Indian War》. Westport, Connecticut - London: Greenwood Press. ISBN 978-0-313-32168-9.
- Eckert, Allan W. Wilderness Empire. Bantam Books, 1994, originally published 1969. ISBN 0-553-26488-5. Second volume in a series of historical narratives, with emphasis on Sir William Johnson. Academic historians often regard Eckert's books, which are written in the style of novels, to be unreliable, as they contain things like dialogue that is clearly fictional.
- Ellis, Joseph J. (2004). 《His Excellency George Washington》. New York: Vintage Books. ISBN 978-1-4000-3253-2.
- Fowler, William M. (2005). 《Empires at War: The French and Indian War and the Struggle for North America, 1754-1763》. New York: Walker. ISBN 978-0-8027-1411-4.
- Gipson, Lawrence H. The Great War for the Empire: The Years of Defeat, 1754–1757 (1948); The Great War for the Empire: The Victorious Years, 1758–1760 (1950) highly detailed narrative of the British war in North America and Europe.
- Jennings, Francis (1988). 《Empire of Fortune: Crowns, Colonies, and Tribes in the Seven Years' War in America》. New York: Norton. ISBN 978-0-393-30640-8.
- Murrin, John M. (1973). “The French and Indian War, the American Revolution, and the Counterfactual Hypothesis: Reflections on Lawrence Henry Gipson and John Shy”. 《Reviews in American History》 1 (3): 307–318. doi:10.2307/2701135. JSTOR 2701135.
- Nester, William R (2000). 《The first global war: Britain, France, and the fate of North America, 1756–1775》. Westport, CT: Praeger. ISBN 978-0-275-96771-0. OCLC 41468552.
- Nester, William R. The French and Indian War and the Conquest of New France (2015). excerpt
- O'Meara, Walter (1965). 《Guns at the Forks》. Englewood Cliffs, NJ: Prentice Hall. ISBN 978-0-8229-5309-8.
- Parkman, Francis. Montcalm and Wolfe: The French and Indian War. Originally published 1884. New York: Da Capo, 1984. ISBN 0-306-81077-8.
- West, Doug (2016) French and Indian War – A Short History 30 Minute Book Series
- “Virtual Vault”. Library and Archives Canada.